# El Rebalse
El Rebalse är en ort i Mexiko.   Den ligger i kommunen Cihuatlán och delstaten Jalisco, i den södra delen av landet, 600 km väster om huvudstaden Mexico City. El Rebalse ligger 15 meter över havet och antalet invånare är 218.
Terrängen runt El Rebalse är platt åt sydväst, men åt nordost är den kuperad. Havet är nära El Rebalse åt sydväst.  Närmaste större samhälle är Cihuatlán, 6,2 km nordost om El Rebalse. Omgivningarna runt El Rebalse är en mosaik av jordbruksmark och naturlig växtlighet.